# Guerre du hamburger

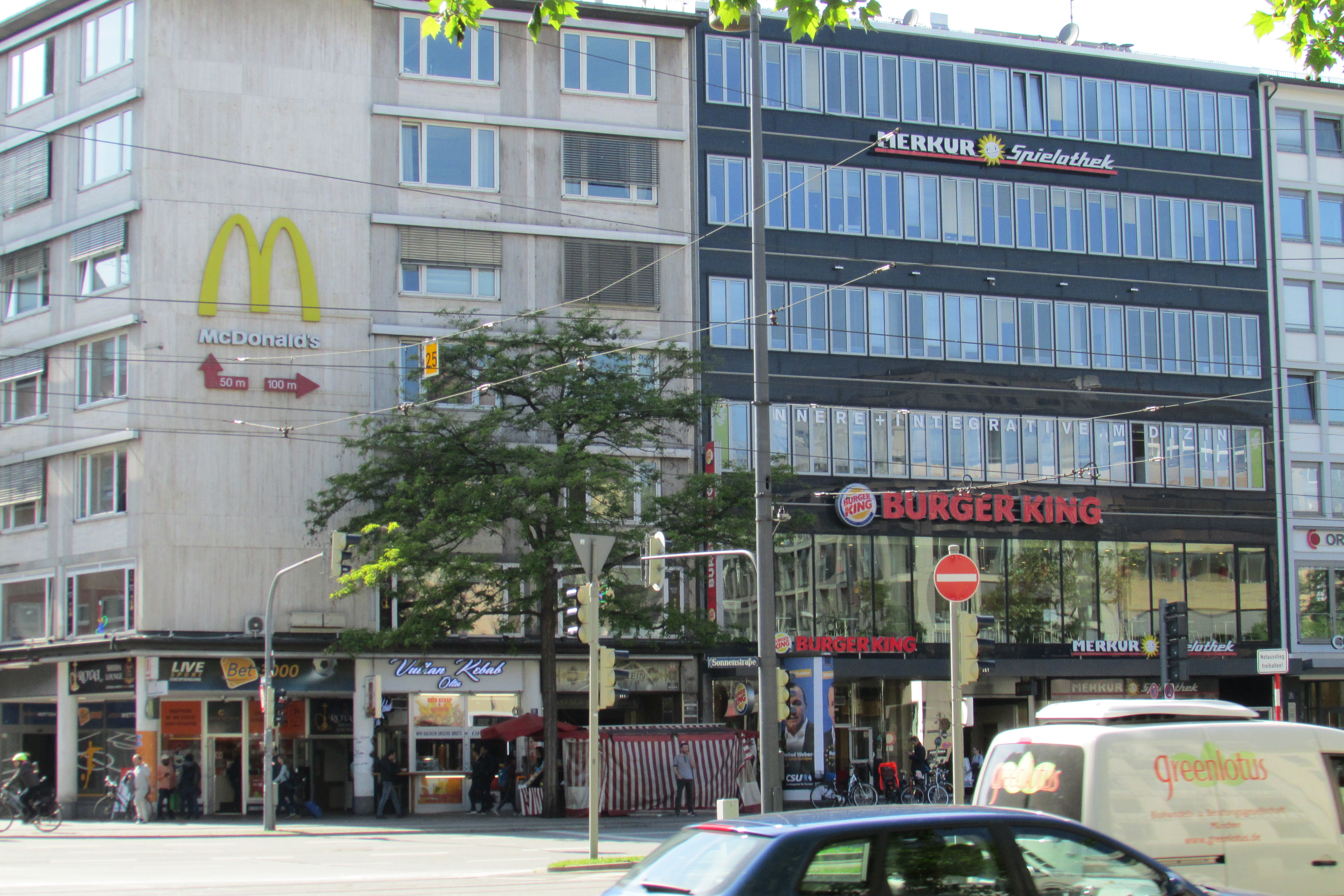
Signalisation bien visible pour McDonald's à proximité d'un Burger King à Munich. Les deux chaînes sont largement considérées comme les principaux concurrents de la guerre du hamburger.

La guerre du hamburger (Burger wars) est un terme désignant aux États-Unis une série de campagnes publicitaires comparatives mettant en évidence la concurrence intense entre les chaînes de restauration rapide McDonald's, Wendy's, Burger King et d'autres. Il est apparu pour la première fois à la fin des années 1970 à la suite de la tentative de Burger King de gagner des parts de marché et de la notoriété en critiquant la taille des hamburgers concurrents de McDonald's,.
Au milieu des années 1980, les dépenses publicitaires constantes commencent à affecter les principaux acteurs. En 1987, Burger King licencie plus d'une centaine de personnes de son siège social de Miami, tandis que Wendy's, basé à Dublin dans l'Ohio, déclare sa première perte d'exploitation trimestrielle depuis sa fondation en 1969. À l'inverse, les revenus d'exploitation et les bénéfices de McDonald's augmentent tandis que sa part de marché s'accroît. Les petites chaînes, comme Hardee’s, font de leur mieux pour éviter de se retrouver dans une situation financière difficile en évitant les campagnes publicitaires coûteuses et en se concentrant dans des zones plus petites et plus limitées géographiquement.
Le New York Times affirme que la mauvaise conjoncture économique de la fin des années 2000 et du début des années 2010 a conduit au retour de la guerre du hamburger. En raison de budgets serrés, les consommateurs sont contraints de rechercher un bon rapport qualité-prix et les principales chaînes de restauration rapide sont en concurrence croissante. La chaîne Wendy's est à l'avant-garde de ce renouveau, diffusant une série de publicités mettant en vedette la fille du fondateur Dave Thomas, Wendy Thomas (en), la « Wendy » originale, faisant la promotion d'une série de nouveaux hamburgers et relançant son slogan publicitaire Where's the beef?. Un article de USA Today de mars 2014 note que Burger King relance la guerre du hamburger, notamment en introduisant des clones des sandwichs Big Mac et McRib, en réponse au déclin des affaires chez McDonald's.

## Exemples modernes
En 2007, Jack in the Box diffuse une série de publicités télévisées aux États-Unis qui dénigrent les hamburgers de bœuf Angus (en) de plusieurs concurrents, dans lesquels il assimile la viande à un anus. La chaîne rivale CKE affirme que ces publicités sont trompeuses car elles comparent le surlonge de bœuf, une coupe de viande que l'on trouve sur tous les bovins, avec l'Angus, qui est une race de bovins. CKE, qui exploite les chaînes Carl’s Jr. et Hardee's, est connu pour diffuser des publicités controversées et affirme qu'il n'y a aucune comparaison entre les publicités qu'il diffuse et celles de Jack In the Box parce que ses publicités n'insinuent pas que leurs produits proviennent d'une partie indésirable des bovins.
En raison de leurs styles de préparation et de leurs menus similaires, l'expansion de Five Guys dans les territoires de son homologue In-N-Out Burger basé à Los Angeles, est décrite comme une version récente de la guerre du hamburger par plusieurs magazines et journaux,.

### Guerre du petit-déjeuner
L'arrivée de Taco Bell dans le secteur de la restauration rapide pour le petit-déjeuner en 2014, déclenche un phénomène connexe connu sous le nom de « guerre du petit-déjeuner », en particulier avec McDonald's. Taco Bell lance son menu de petit-déjeuner en sollicitant des témoignages de personnes portant le nom de Ronald McDonald, une initiative à laquelle McDonald's répond en offrant du café gratuit pendant deux semaines. De même, McDonald's Canada (en) offre également du café gratuit pendant une semaine lors de la campagne Roll Up the Rim to Win de Tim Hortons. Le nouveau menu économique de Taco Bell, Dollar Cravings (en), est lancé en réaction aux menus économiques de McDonald's et de Wendy's,,,.

### La proposition McWhopper de Burger King
Le 26 août 2015, Burger King publie une lettre ouverte à McDonald's pour proposer de faire une promotion conjointe pour la journée internationale de la paix appelée « McWhopper », une combinaison du nom des hamburgers signatures des deux chaînes. McDonald's rejette cependant la proposition, ce qui suscite principalement des critiques pour son ton et un sentiment d'occasion manquée. Malgré cela, le président Barack Obama déclare qu'il s'agit d'un point de rupture dans le mouvement « Fight for $15 », affirmant que le « McWhopper » est un exemple de la façon dont les entreprises américaines de restauration rapide peuvent apprendre à s'unir pour une cause commune, et il espère qu'il pourrait être davantage utilisé comme tremplin pour augmenter le salaire minimum des travailleurs de la restauration rapide sans qualification. McDonald's diffuse ensuite une publicité réalisée par le cinéaste Mel Brooks, très bien accueillie par la critique, mettant en valeur les efforts caritatifs des personnages Ronald McDonald et Hamburglar ainsi que l'effort promis pour renouveler le mouvement « Fight for $15 »,.
Le 1er septembre 2015, Burger King annonce avoir été approché par des représentants de Denny's, Wayback Burgers (en), Krystal (en), et Giraffas (en) pour un partenariat sur un projet similaire. Burger King présente ensuite le « Peace Day Burger », qui contient des ingrédients des hamburgers des cinq restaurants.